# Sunil Kumar Mahato
Sunil Kumar Mahato (Kharswan, Jharkhand, 11 de Janeiro de 1966 - Jamshedpur, 4 de Março de 2007) foi um político indiano.

## Biografia
Mahato era membro do partido político Jharkhand Mukti Morchawas (JMM). Nas eleições gerais na Índia de Abril-Maio de 2004 foi eleito pelo estado de Jamshedpur para a 14ª formação da Lok Sabha (Casa do Povo), a Câmara Baixa do Parlamento indiano.
Mahato foi assassinado aos 41 anos de idade, no dia 4 de Março de 2007, enquanto assistia a um jogo de futebol em Singhbhum, com um companheiro de partido, por ocasião da Holi (festividade hindu que marca a chegada da Primavera ao país), que se realizava naquele dia em toda a Índia. Segundo várias testemunhas, cerca de 15 guerrilheiros rebeldes Maoistas aproximaram-se do parlamentar, dispararam à queima-roupa e fugiram.
A guerrilha maoísta - conhecida na Índia como "naxalita" por ter-se inspirado num movimento estudantil da década de 1970 chamado "Naxalbari" - luta há mais de duas décadas para estabelecer um Estado comunista independente em áreas do leste e sul do país.